# クロハラハムスター
クロハラハムスター（黒腹倉鼠、Cricetus cricetus）は、哺乳綱齧歯目キヌゲネズミ科クロハラハムスター属に分類される齧歯類。現生種では本種のみでクロハラハムスター属を構成する。

## 分布
ウクライナ、オーストリア、オランダ、カザフスタン、スイス、スロバキア、スロベニア、セルビア、チェコ、ドイツ、ハンガリー、フランス、ブルガリア、ベラルーシ、ベルギー、ポーランド、モルドバ、ルーマニア、ロシア

## 特徴
体長は20cm-34cmで体重は250g-600g。
主に柔らかい肥沃な土や黄土の低い農地、草地、庭、または生垣に生息する。妊娠期間は15日～17日で、1度の出産で4匹～12匹が生まれる。他の種類のハムスター同様、出生当初は毛が生え揃っておらず、目も閉じた状態である。

## 人間との関係
毛皮が利用されることもある。
2020年の時点で、分布域全体で生息数は減少している。生息数減少の原因は不明だが、道路建設による生息地の分断、農業による生息地の破壊および食物の単一化、農薬による汚染、害獣としての駆除、毛皮用の狩猟、光害などの複合的な要因が原因だと考えられている。
ゴールデンハムスターよりも大きく、ハムスターの中ではもっとも大きい部類に入る。その大きさはモルモットと同等である。モルモットとの違いは、後ろ足だけで立ち上がれ、前足で物を持てることと、腹部が黒いことである。
性格は非常に気性が荒く凶暴であり、妊娠中・子育て中のメスは特に気が荒い。自分よりも遥かに大きい人間にさえ恐れずに襲い掛かる事があるため、世話をする際は注意が必要である。これは、日本でペットとして普及し始めたのが1997年頃と比較的新しい部類で、ペットとして普及してからの期間が短いため、野性の凶暴さが残っているためである。ゴールデンハムスターと同様に単独行動を取るため、他の個体と一緒に飼う事は基本的にできないものと考えた方がよい。
体が大きい関係で力も強く、ケージを壊して脱走する事も多いため、ケージはウサギ・モルモットに使うような大きく丈夫なものが必要。また、1日1度、30分程度はケージの外に出して、密閉した屋内で運動させた方が良い。他のハムスターとは違って8年前後と長生きする。